# He od Hana
Car He od Hana (kineski 漢和帝; pinyin Hàn Hé Dì) bio je car Kine iz dinastije Han.
Rođen je 79. godine. Njegovi roditelji su bili car Kine Zhang i gospa Liang. Heovo je osobno ime bilo Zhao.
Zhaoa je posvojila carica Dou, supruga cara Zhanga. Zhaov je polubrat bio princ Liu Qing, koji je isprva bio krunski princ.
86. Zhao je postao car He. Bio je tek dječak i nije imao pravu moć. Carica je Dou bila de facto vladarica Kine te je vladala zajedno sa svojom braćom.
92. je He doista počeo sam vladati te je naredio svojim "ujacima" da počine samoubojstvo; oni su to i učinili, svi osim jednog.
He je caricu Dou nakon njezine smrti pokopao počasno, ali je svojoj biološkoj majci postumno dao naslov carice.

## Obitelj
Car He je bio oženjen caricom Yin i caricom Deng Sui.
He je imao i barem dvije ljubavnice. Od ljubavnica su bili rođeni njegovi sinovi Liu Šeng i Liu Long. Imao je i kćeri Bao, Čeng, Li i Xing. Princ je Long postao car Shang od Hana.